# Claudino Faro
Claudino Faro est une localité de Sao Tomé-et-Principe située au centre-est de l'île de Sao Tomé, dans le district de Cantagalo. C'est une ancienne roça.

## Climat
Claudino Faro est doté d'un climat tropical de type Am, selon la classification de Köppen, avec de nombreux mois de pluies fortes et une courte saison sèche, peu marquée.
La température annuelle moyenne est de 22,1 °C.

## Population
Lors du recensement de 2012, le village comptait 337 habitants.

## Roça
Le village doit son nom au général Claudino de Sousa e Faro qui administrait la roça d'Água Izé – dont la plantation dépendait –, en l'absence de son propriétaire, Francisco Mantero.
Son frère Bernardo, également administrateur d'Água Izé, a, de son côté, donné son nom à la roça Bernardo Faro. Les deux structures sont très semblables.
Photographies et croquis réalisés en 2011 mettent en évidence la disposition des bâtiments de la roça, leurs dimensions et leur état à cette date. 
Claudino Faro abrite toujours une importante plantation de cacao.

Claudino Faro en 2019.
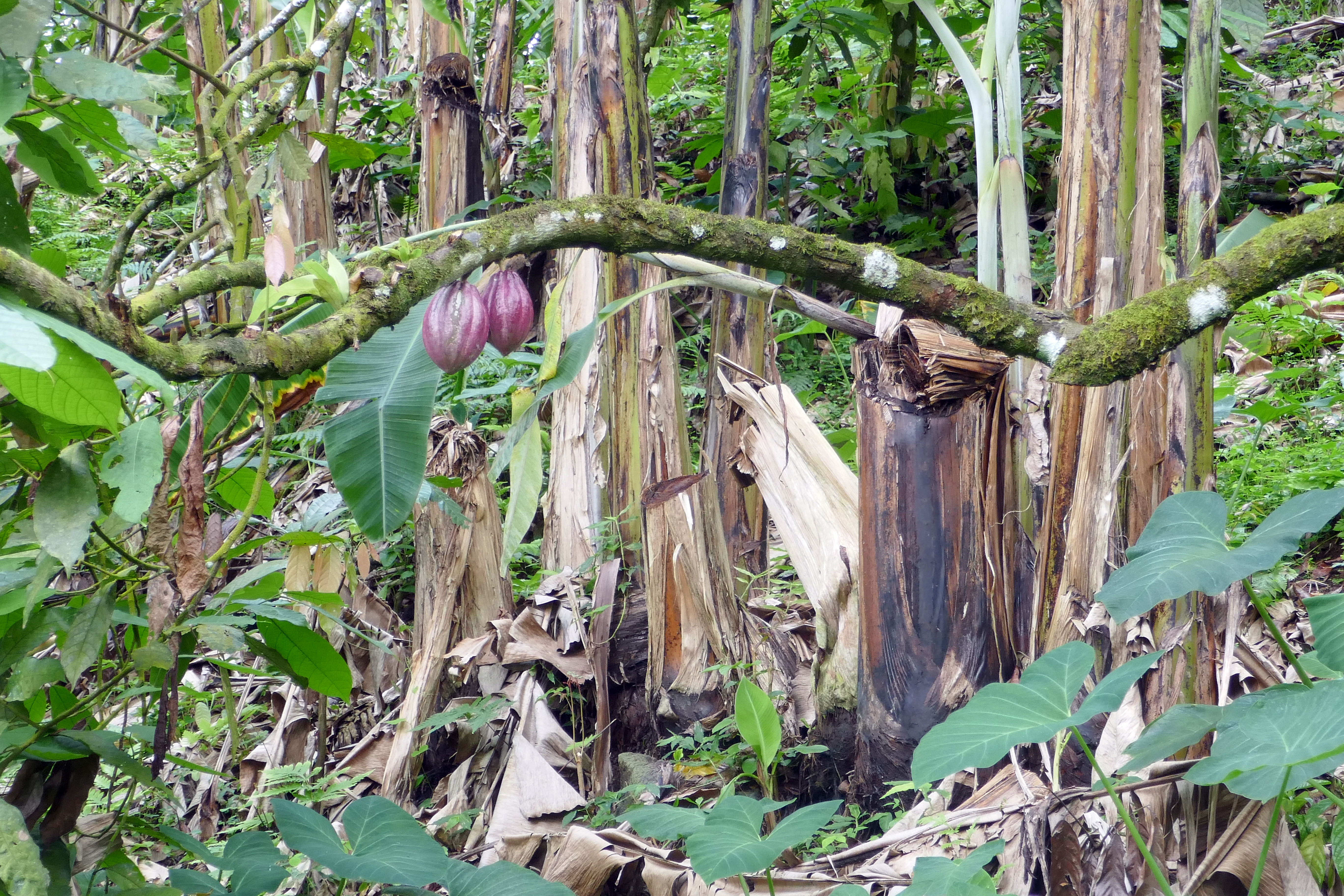
Cacaoyers et bananiers.
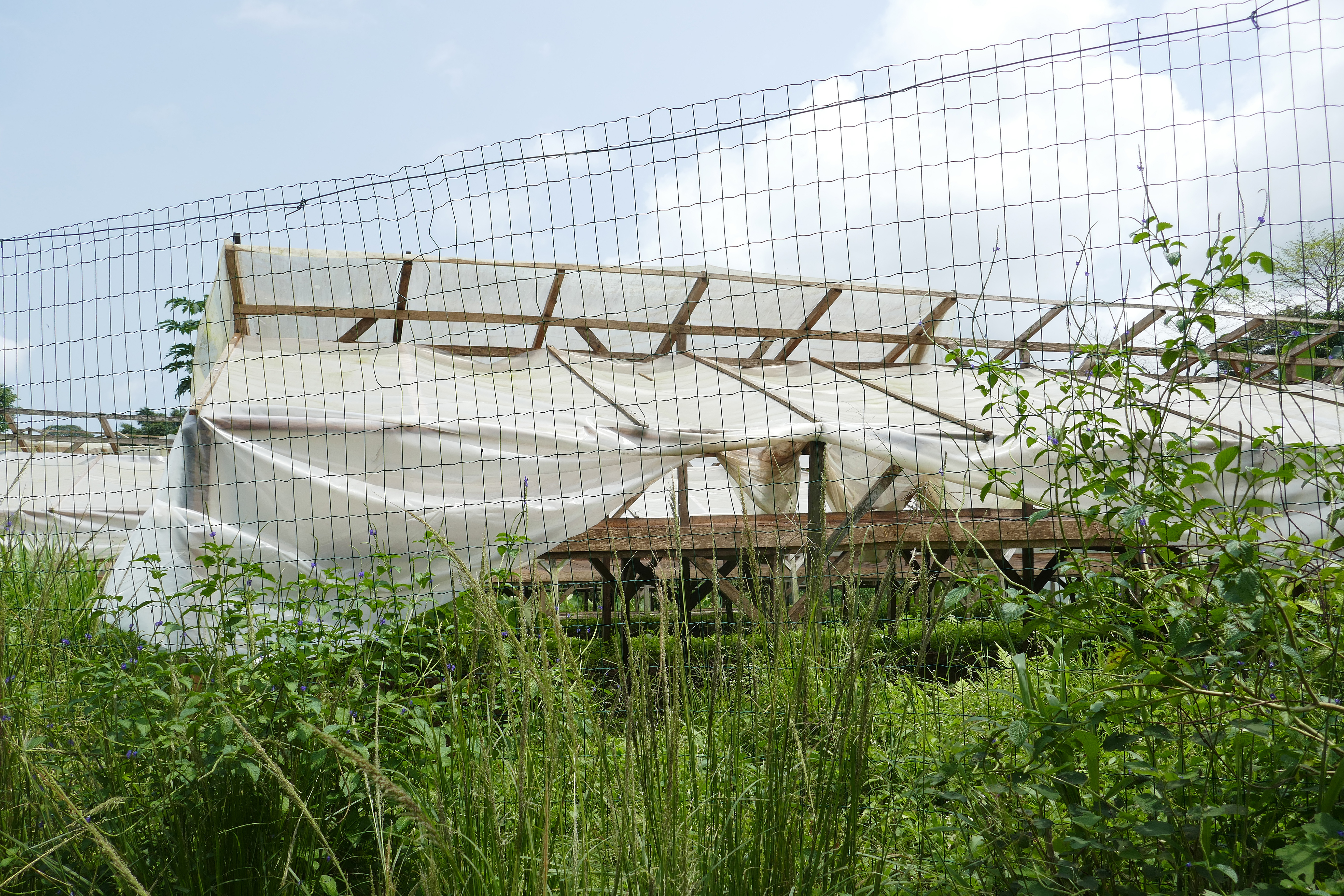
Séchage du cacao.
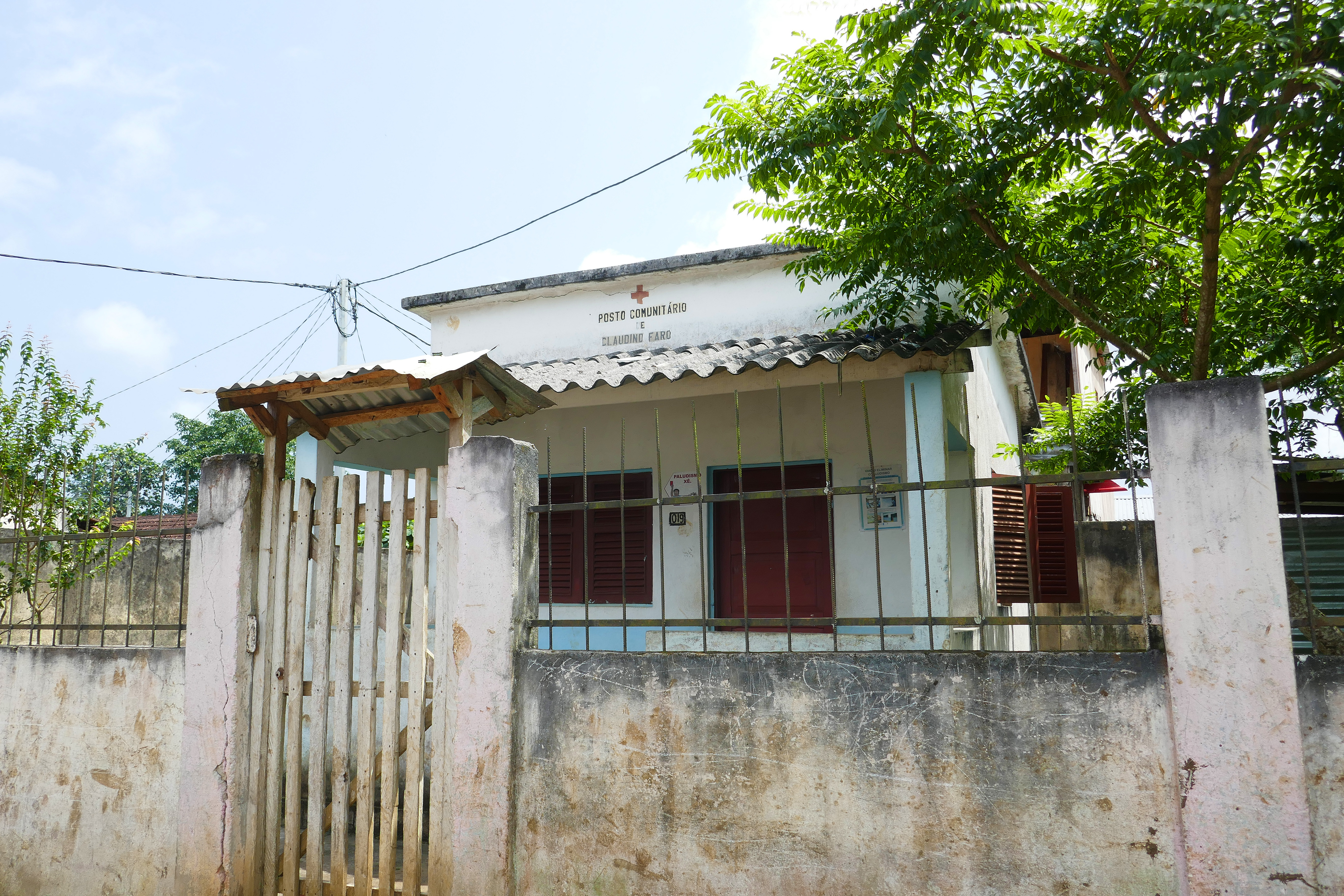
Poste communautaire.
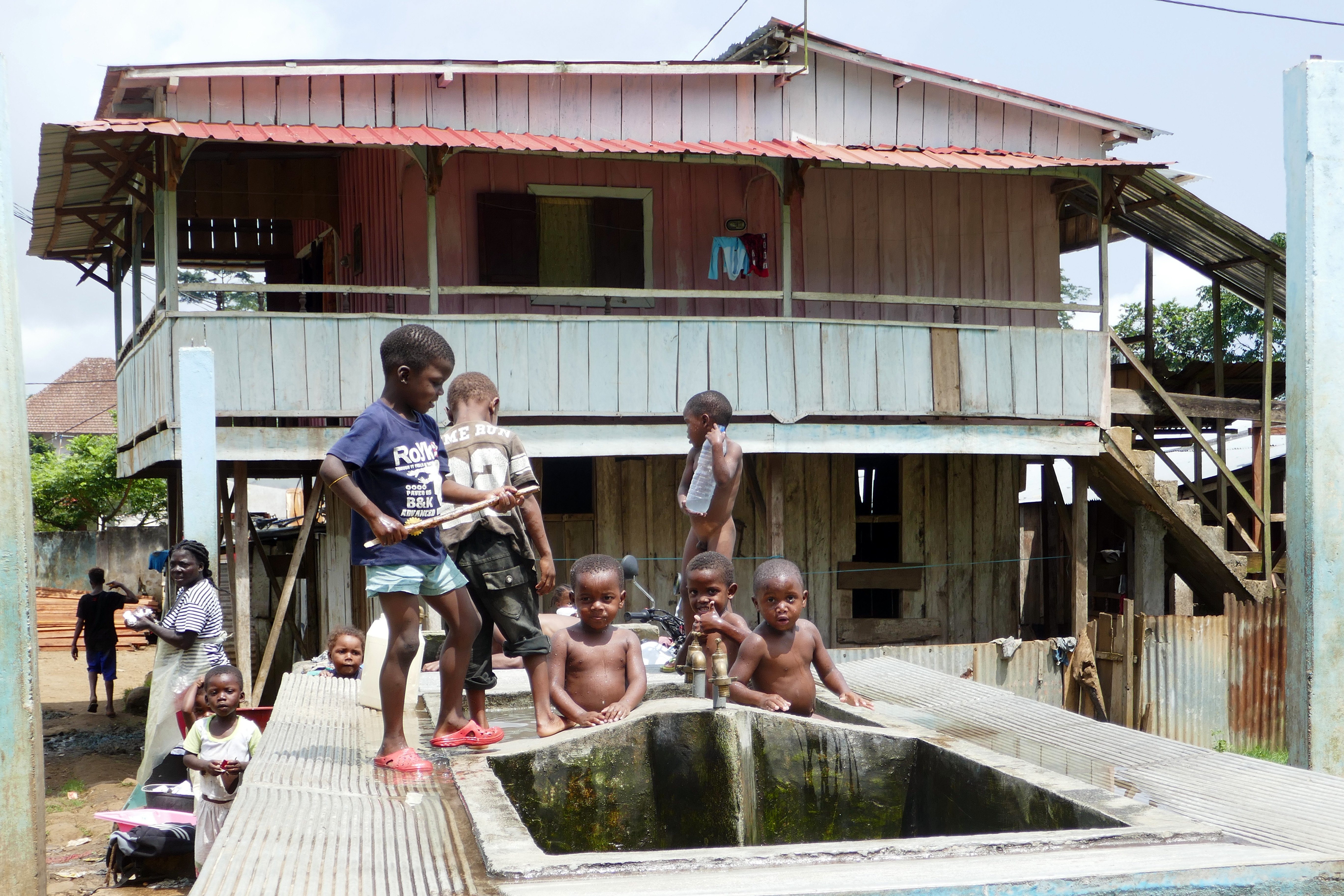
Maison sur pilotis et fontaine.